# 광양 중흥산성
광양 중흥산성(光陽 中興山城)은 대한민국 전라남도 광양시 옥룡면 운평리에 있는 고려 시대의 산성으로, 1999년 12월 30일에 전라남도 기념물 제178호로 지정되었다.

## 개요
전라남도 광양시 옥룡면에 있는 산성으로, 6개의 산봉우리를 아우르며 성 안으로 계곡을 품고 있다. 이곳은 백운산 중턱의 한재를 중심으로 구례·남원·하동·화개로 통하는 교통의 요충지이다. 산 전체가 천연적인 요새로 흙을 쌓아 만든 토성인데, 단순히 흙을 쌓아올린 것이 아니고, 일정한 두께로 흙을 다져 쌓았다.
외성은 길이가 약 4km 정도로 매우 길며, 외성 안쪽에 약 240m에 이르는 내성을 흙으로 쌓았다. 중흥사 입구 세심정에 남문, 옥룡면 추산리로 넘어가는 오솔길에 북문터가 남아 있다. 임진왜란 때는 의병과 승병을 양성하는 훈련장으로 사용하였으며, 의병과 승병으로 구성된 연합군과 왜군간에 큰 전투가 벌어졌던 곳이다.
광양시에서 조사된 산성 가운데 유일한 토성으로, 만든 시기도 고려시대로 추정하고 있어 보존가치가 높은 곳이다.

## 같이 보기
- 광양 중흥산성 쌍사자 석등 - 국보 제103호
- 광양 중흥산성 삼층석탑 - 보물 제112호

## 참고 자료
- 광양 중흥산성 - 국가유산청 국가유산포털